# Historia Naturae
Historia Naturae (Suita) è un cortometraggio del 1967 diretto dal regista Jan Švankmajer.

## Trama
La storia si sviluppa intorno ad alcuni animali fossilizzati e resti dei medesimi che si trovano in un museo di storia naturale. Dopo una sequenza plurima in cui viene mostrato lo scheletro dell'animale, ci viene fatto vedere un esemplare vivo del medesimo. Alla fine di ogni sequenza, viene fatta vedere sempre la stessa scena (il particolare della bocca di un uomo che mette in bocca un pezzo di carne, lo mastica e deglutisce). La storia termina a sorpresa con il corpo umano, che ci viene mostrato in tutte le sue parti. Alla fine però, al posto della solita bocca, ci viene mostrato un teschio che ingoia il pezzo di carne.